# كيفن ميركادو
كيفن ميركادو (28 يناير 1995 بغواياكيل في الإكوادور - ) هو لاعب كرة قدم إكوادوري في مركز الهجوم. شارك مع منتخب الإكوادور تحت 17 سنة لكرة القدم ومنتخب الإكوادور تحت 20 سنة لكرة القدم. أما مع النوادي، فقد لعب مع غودوي كروز وليغا دي كيتو وسارمينتو دي خونين.

## وصلات خارجية
- كيفن ميركادو على موقع الاتحاد الدولي (مؤرشف)  (الإنجليزية)
- كيفن ميركادو على موقع إي إس بي إن إف سي (الإنجليزية)
- كيفن ميركادو على موقع قاعدة بيانات كرة القدم.إي يو (الإنجليزية)
- كيفن ميركادو على موقع Soccerway.com (الإنجليزية)